# Nice (Unix)
nice е команда, използвана в Unix базираните операционни системи за задаване на приоритет на процес.
Процесът, стартиран с командата nice, ще има приоритет, зададен от потребителя – от -20 до 19. Колкото по-ниска е стойността, толкова по-висок е приоритетът. Ако не бъде посочена стойност, процесът ще приеме стойността 10. Процесите, стартирани без тази командата, по подразбиране имат стойност 0.

## Примери
- nice -19 gedit – стартира gedit с най-нисък приоритет.
- nice --20 firefox – стартира Firefox с най-висок приоритет.

Само суперпотребител може да задава отрицателни стойности.